# جرج هربرت
جرج هربرت (به انگلیسی: George Herbert) شاعر، سخنران و کشیش کلیسای انگلیکان در انگلستان بود. او در یک خانوادهٔ هنرمند و توانگر زاده شد، از آموزش و پرورش خوبی بهره‌مند شد و به مناصبی در دانشگاه کمبریج و مجلس سنا دست یافت. هربرت از بیماری سل درگذشت.
در سال ۱۶۳۳ میلادی، آثار هربرت در یک مجموعهٔ تدوین و مرتب شد و با تصحیح نیکلاس فرار به چاپ رسید. اشعار انگلیسی هربرت اکثراً با مضامین دینی‌است و برخی از آنها در کلیسا به‌عنوان سرود مذهبی به کار گرفته شده‌اند.